# STK38L
STK38L (англ. Serine/threonine kinase 38 like) – білок, який кодується однойменним геном, розташованим у людей на короткому плечі 12-ї хромосоми. Довжина поліпептидного ланцюга білка становить 464 амінокислот, а молекулярна маса — 54 003.
| 10         |  | 20         |  | 30         |  | 40         |  | 50         |
| ---------- |  | ---------- |  | ---------- |  | ---------- |  | ---------- |
| MAMTAGTTTT |  | FPMSNHTRER |  | VTVAKLTLEN |  | FYSNLILQHE |  | ERETRQKKLE |
| VAMEEEGLAD |  | EEKKLRRSQH |  | ARKETEFLRL |  | KRTRLGLDDF |  | ESLKVIGRGA |
| FGEVRLVQKK |  | DTGHIYAMKI |  | LRKSDMLEKE |  | QVAHIRAERD |  | ILVEADGAWV |
| VKMFYSFQDK |  | RNLYLIMEFL |  | PGGDMMTLLM |  | KKDTLTEEET |  | QFYISETVLA |
| IDAIHQLGFI |  | HRDIKPDNLL |  | LDAKGHVKLS |  | DFGLCTGLKK |  | AHRTEFYRNL |
| THNPPSDFSF |  | QNMNSKRKAE |  | TWKKNRRQLA |  | YSTVGTPDYI |  | APEVFMQTGY |
| NKLCDWWSLG |  | VIMYEMLIGY |  | PPFCSETPQE |  | TYRKVMNWKE |  | TLVFPPEVPI |
| SEKAKDLILR |  | FCIDSENRIG |  | NSGVEEIKGH |  | PFFEGVDWEH |  | IRERPAAIPI |
| EIKSIDDTSN |  | FDDFPESDIL |  | QPVPNTTEPD |  | YKSKDWVFLN |  | YTYKRFEGLT |
| QRGSIPTYMK |  | AGKL       |  |            |  |            |  |            |

A: Аланін

C: Цистеїн

D: Аспарагінова кислота

E: Глутамінова кислота

F: Фенілаланін

G: Гліцин

H: Гістидин

I: Ізолейцин

K: Лізин

L: Лейцин

M: Метіонін

N: Аспарагін

P: Пролін

Q: Глутамін

R: Аргінін

S: Серин

T: Треонін

V: Валін

W: Триптофан

Кодований геном білок за функціями належить до трансфераз, кіназ, серин/треонінових протеїнкіназ, фосфопротеїнів. 
Задіяний у таких біологічних процесах, як ацетилювання, альтернативний сплайсинг. 
Білок має сайт для зв'язування з АТФ, нуклеотидами, молекулою актину, іонами металів, іоном магнію. 
Локалізований у цитоплазмі, цитоскелеті, мембрані.